# Kenneth Clark
Pour les articles homonymes, voir Clark.
Ne doit pas être confondu avec Kenneth Clarke.
Kenneth McKenzie Clark, né le 13 juillet 1903 à Mayfair, à Londres, et mort le 21 mai 1983 à Hythe (Kent), est un historien de l'art, auteur britannique, directeur de musée et producteur de télévision.
Après avoir dirigé deux importantes galeries d'art dans les années 1930 et 1940, il se fait connaître du grand public à la télévision, présentant des émissions sur les arts au cours des années 1950 et 1960, culminant avec la série Civilisation en 1969.
Rétrospectivement, la BBC et la Tate Britain l'ont décrit comme l'une des figures les plus influentes de l'art britannique du XXe siècle.

## Biographie

### Origines et jeunesse
Kenneth Clark nait au 32 Grosvenor Square à Londres, unique enfant de Kenneth Mackenzie Clark (1868-1932) et de son épouse (Margaret) Alice McArthur, née à Manchester dans une famille écossaise de Paisley. L'arrière-arrière-grand-père de Kenneth Clark a inventé la bobine de coton ; la Clark Thread Company de Paisley est une importante entreprise textile fabricant de fil écossais. La Clark Thread Company de East Newark, dans le New Jersey, est fondée en 1864 par George et William Clark, les fils du James Clark, qui agissent en tant qu'agents pour l'entreprise de leur père. Premier fabricant mondial de fil à coudre jusqu'en 1935, la société Clark devient célèbre pour son fil, spécialement développé pour bien fonctionner avec les nouvelles machines à coudre de l'époque. Plus grand fabricant de fils du pays en 1873, sa taille a doublé à la mort de William Clark en 1897, lorsqu'elle fusionne avec son concurrent J & P Coats.
Le père de Kenneth Clark travaille brièvement comme directeur de l'entreprise, puis vit comme rentier,. Les Clark ont des maisons de campagne à Sudbourne Hall dans le Suffolk et à Ardnamurchan en Argyll, et passent l'hiver sur la Côte d'Azur). Le père de Kenneth Clark est sportif, joueur — pour certains, il aurait inspiré la chanson populaire The Man Who Broke the Bank at Monte-Carlo —, excentrique et gros buveur,.
Kenneth Clark a peu de points communs avec son père, même s'il lui reste toujours attaché. Alice Clark est timide et distante ; son fils reçoit l'affection d'une nourrice dévouée. Enfant unique, peu proche de ses parents, le jeune Clark a une enfance souvent solitaire, mais il est globalement heureux. Il a rappelé plus tard qu'il faisait de longues promenades, se parlant tout seul, une habitude qui, selon lui, lui est très utile en tant que producteur : « La télévision est une forme de soliloque ». Son père collectionne les photos à une échelle modeste, et le jeune Kenneth est autorisé à réorganiser la collection. Il développe un talent pour le dessin, remportant plusieurs prix lorsqu'il est écolier. À l'âge de sept ans, il visite une exposition d'art japonais à Londres, ce qui a une influence déterminante sur ses goûts artistiques ; il se souvient : « muet de plaisir, j'avais l'impression d'être entré dans un nouveau monde »,.

### Études
Kenneth Clark fait ses études à la Wixenford School puis, de 1917 à 1922, au Winchester College. Ce dernier est connu pour sa rigueur intellectuelle et, au grand désarroi de Clark, son enthousiasme pour le sport, mais il encourage également ses élèves à développer un intérêt pour les arts,. Le directeur, Montague Rendall, est un passionné de peinture et de sculpture italiennes et amène Clark à apprécier, entre autres, les œuvres de Giotto di Bondone, Sandro Botticelli, Giovanni Bellini et leurs compatriotes,. La bibliothèque de l'école contient les écrits de John Ruskin, que Clark lit avidement et qui l'influencent pour le reste de sa vie, non seulement dans ses jugements artistiques mais aussi dans ses convictions politiques et sociales progressistes. Le biographe de Clark, James Stourton, écrit : « Sa dette envers Ruskin n'est jamais suffisamment soulignée ; il est à l'origine de nombre de ses intérêts : le Renouveau gothique, J. M. W. Turner, le socialisme, et la croyance que la critique d'art peut être une branche de la littérature. Mais surtout, Ruskin a enseigné à Clark que l’art et la beauté sont des droits de naissance de chacun – et il a fait passer ce message au XXe siècle ».
Il obtient une bourse pour le Trinity College (Oxford), où il étudie l'histoire moderne. Il est diplômé en 1925 avec une mention de deuxième classe. Dans le Dictionary of National Biography, David Piper explique que Clark était censé obtenir une mention de première classe, mais qu'il ne s'est pas appliqué résolument à ses études d'histoire : ses intérêts s'étaient déjà tournés de manière décisive vers l'étude de l'art. »
À Oxford, Kenneth Clark est grandement impressionné par les conférences de Roger Fry, l'influent critique d'art qui organise les premières expositions postimpressionnistes en Grande-Bretagne. Sous l'influence de Fry, il développe une compréhension de la peinture française moderne, en particulier de l'œuvre de Paul Cézanne. Il attire l'attention de Charles F. Bell (1871-1966), conservateur du département des beaux-arts de l'Ashmolean Museum. Bell devient son mentor et suggère que, pour sa thèse de Bachelor of Letters, il écrive sur le renouveau gothique en architecture. À cette époque, le sujet est fortement démodé ; aucune étude sérieuse n'a été publiée depuis le XIXe siècle. Bien que le principal domaine d'étude de Clark soit la Renaissance, son admiration pour Ruskin, le plus éminent défenseur du style néogothique, l'attire vers ce sujet. Il ne termine pas sa thèse, mais transforme ensuite ses recherches en son premier livre complet, The Gothic Revival (1928). En 1925, Bell présente Clark à Bernard Berenson, un érudit influent de la Renaissance italienne et consultant auprès de grands musées et collectionneurs. Berenson travaille sur une révision de son livre Drawings of the Florentine Painters et invite Clark à l'aider. Le projet dure deux ans, se chevauchant avec les études de Clark à Oxford.

### Début de carrière

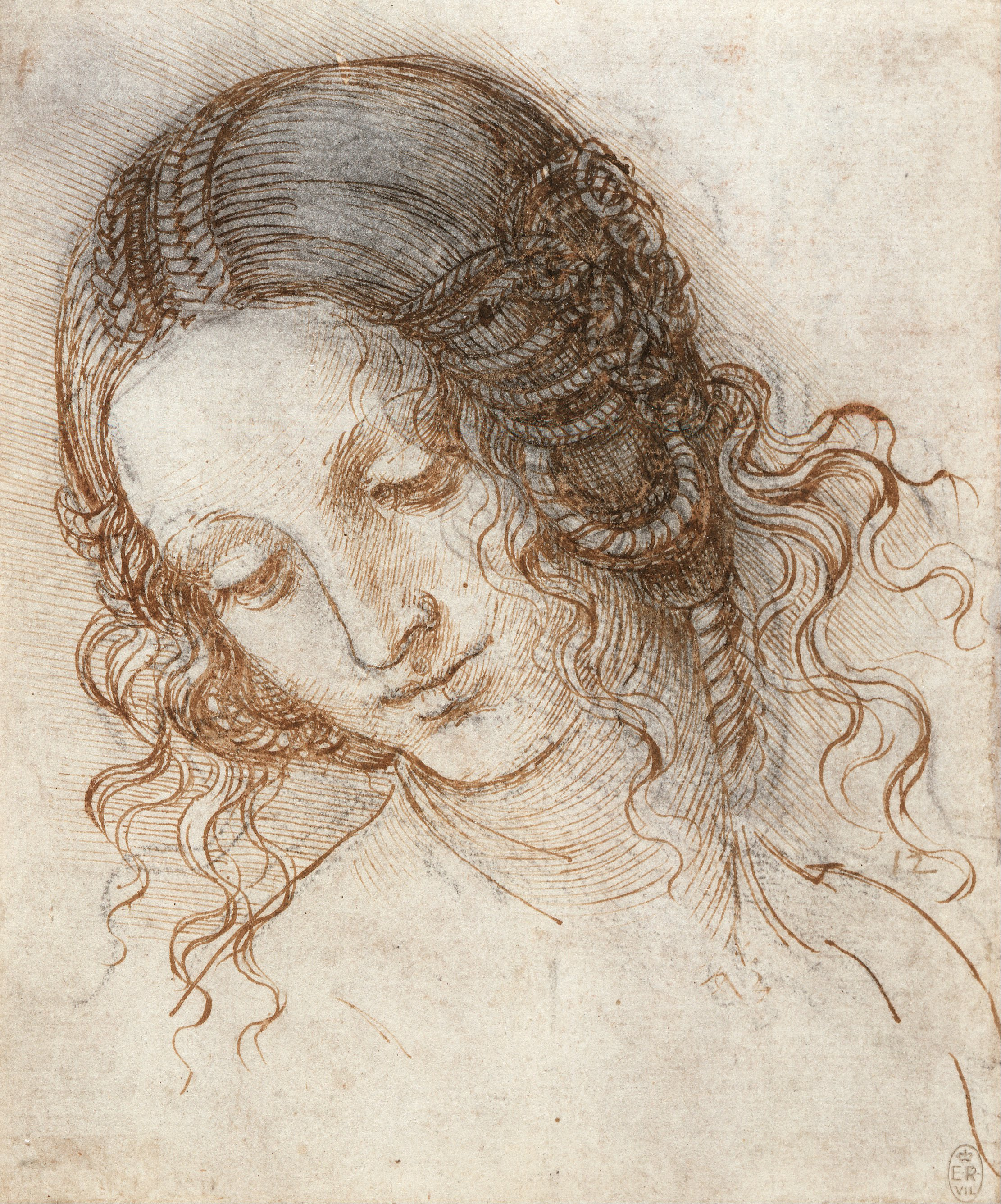
Léonard de Vinci, Léda, Royal Collection.

En 1929, à la suite de son travail avec l'historien de l'art américain Bernard Berenson, Kenneth Clark est invité à cataloguer la vaste collection de dessins de Léonard de Vinci au château de Windsor. Cette année-là, il est coorganisateur d'une exposition de peinture italienne qui s'ouvre à la Royal Academy of Arts le 1er janvier 1930. Lui et son co-organisateur Lord Balniel obtiennent des chefs-d'œuvre jamais vus auparavant en dehors de l'Italie, dont beaucoup proviennent de collections privées. L'exposition couvre l'art italien « de Cimabue à Segantini » – du milieu du XIIIe à la fin du XIXe siècle. Elle est saluée par le public et la critique et rehausse la notoriété de Clark, mais il en vient à regretter la propagande du dictateur italien Benito Mussolini qui dérive de l'exposition, celui-ci ayant joué un rôle déterminant dans la mise à disposition de tant de peintures exceptionnelles. Plusieurs personnalités du monde de l'art britannique désapprouvent l'exposition ; Charles F. Bell est parmi eux, mais il continue néanmoins à considérer Clark comme son successeur préféré à l'Ashmolean.
Kenneth Clark n'est pas convaincu que son avenir réside dans l'administration ; il aime écrire et préfèrerait être érudit plutôt que directeur de musée. Néanmoins, lorsque Bell prend sa retraite en 1931, il accepte de lui succéder à l'Ashmolean. Au cours des deux années suivantes, il supervise la construction d'une extension du musée afin d'offrir un meilleur espace à son département. Le développement est rendu possible par un bienfaiteur anonyme, révélé par la suite comme étant Clark lui-même. Un conservateur ultérieur du musée a écrit que Clark resterait dans les mémoires pour son séjour là-bas, « lorsque, avec son mélange caractéristique d'arrogance et d'énergie, il a transformé à la fois les collections et leur exposition »,.

### National Gallery

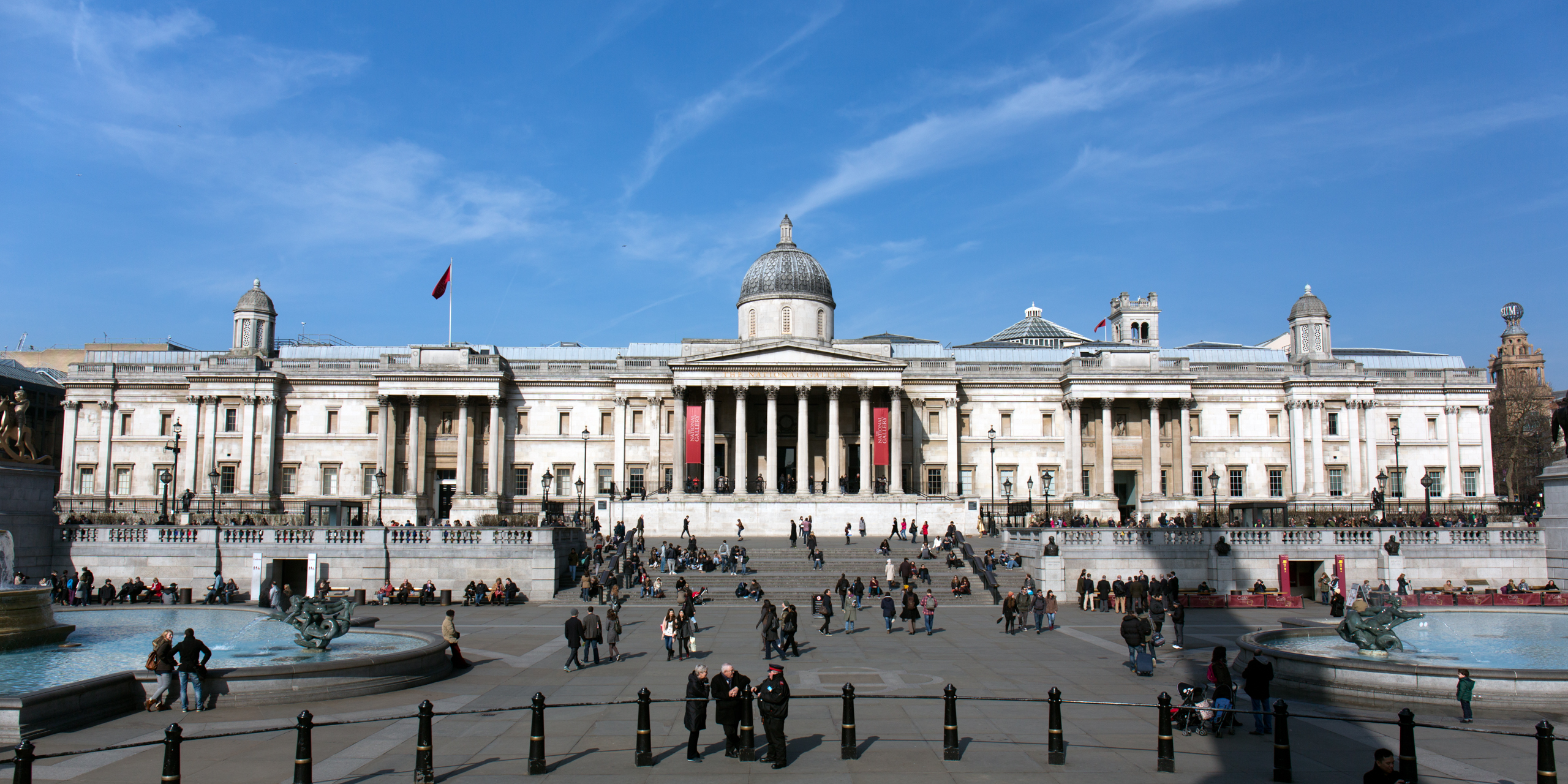
National Gallery.

En 1933, le directeur de la National Gallery de Londres, Sir Augustus Daniel, est âgé de soixante-sept ans et doit prendre sa retraite à la fin de l'année. Son directeur adjoint, WG Constable, qui est sur le point de lui succéder, a rejoint le nouvel Institut Courtauld en tant que directeur en 1932. L'historien Peter Stansky écrit que dans les coulisses, la National Gallery « était dans une tourmente considérable ; le personnel et les administrateurs étaient dans un état de guerre continuelle les uns contre les autres ». Le président des administrateurs, Lord Lee, convainc le premier ministre, Ramsay MacDonald, que Kenneth Clark serait la meilleure nomination, acceptable pour le personnel et les administrateurs, et capable de rétablir l'harmonie,. Lorsqu'il reçoit l'offre de poste de MacDonald, Clark n'est pas enthousiaste. Il se juge trop jeune, à 30 ans, et se sent une nouvelle fois partagé entre une carrière universitaire et une carrière administrative. Il accepte le poste de directeur, même si, comme il l'écrit à Berenson, « entre le fait d'être directeur d'un grand magasin, je devrai être un artiste professionnel pour les classes terriennes et officielles ».
À peu près au même moment, il décline l'offre des représentants du roi George V pour succéder à CH Collins Baker au poste de conservateur des collections royales. Il estime qu'il ne peut pas réussir à ce poste en parallèle avec ses nouvelles fonctions à la National Gallery (il est responsable d'environ 2 000 peintures à la National Gallery et la Royal collection en compte 7 000). Le roi, déterminé à réussir là où son état-major a échoué, se rend avec la reine Mary à la National Gallery et persuade Clark de changer d'avis. Sa nomination est annoncée dans The London Gazette en juillet 1934 ; Clark occupe le poste pendant les dix années suivantes.
Kenneth Clark pense qu'il est important de rendre les beaux-arts accessibles à tous ; lorsqu'il est à la National Gallery, il conçoit de nombreux projets dans ce but. Dans un éditorial, The Burlington Magazine déclare : « Clark a mis toute sa perspicacité et son imagination pour faire de la National Gallery un lieu plus sympathique dans lequel le visiteur pourrait profiter d'une grande collection de peintures européennes ». Il fait rénover les pièces et améliorer les cadres ; en 1935, il installe un laboratoire et introduit l'éclairage électrique, ce qui rend pour la première fois possible l'ouverture en soirée. Un programme de nettoyage est lancé, malgré les conflits sporadiques avec ceux qui s'opposent par principe au nettoyage des tableaux anciens, ; le verre est retiré expérimentalement de certains tableaux (dans leur lettre de félicitations pour sa nomination au poste de directeur, Vanessa Bell et Duncan Grant avaient exprimé l’espoir qu’il retirerait le verre de chaque tableau de la Gallery). Pendant plusieurs années, il fait ouvrir la National Gallery deux heures plus tôt que d'habitude le jour de la finale de la FA Cup, au profit des personnes venant à Londres pour le match.
Au cours de la décennie, il écrit et donne des conférences. Le catalogue annoté de la collection royale des dessins de Léonard de Vinci, sur lequel il avait commencé à travailler en 1929, est publié en 1935, avec des critiques très favorables ; quatre-vingts ans plus tard, Oxford Art Online le qualifie de « travail d'érudition solide, dont les conclusions ont résisté à l'épreuve du temps ». En 1935, une autre publication de Kenneth Clark offense certains avant-gardistes : dans un essai dans The Listener, « The Future of Painting », dans lequel il dénie aux surréalistes d'une part et aux artistes abstraits d'autre part de prétendre représenter l'avenir de la peinture. Il juge les deux mouvements trop élitistes et trop spécialisés – « la fin d'une période de gêne, de consanguinité et d'épuisement ». Il soutient que le bon art doit être accessible à tous et doit être enraciné dans le monde observable. Au cours des années 1930, Clark est très demandé comme conférencier et il utilise fréquemment ses recherches pour ses conférences comme base de ses livres. En 1936, il donne les conférences Ryerson à l'université Yale d'où nait son étude sur Léonard de Vinci, publiée trois ans plus tard, qui suscite de nombreux éloges, à l'époque et par la suite.

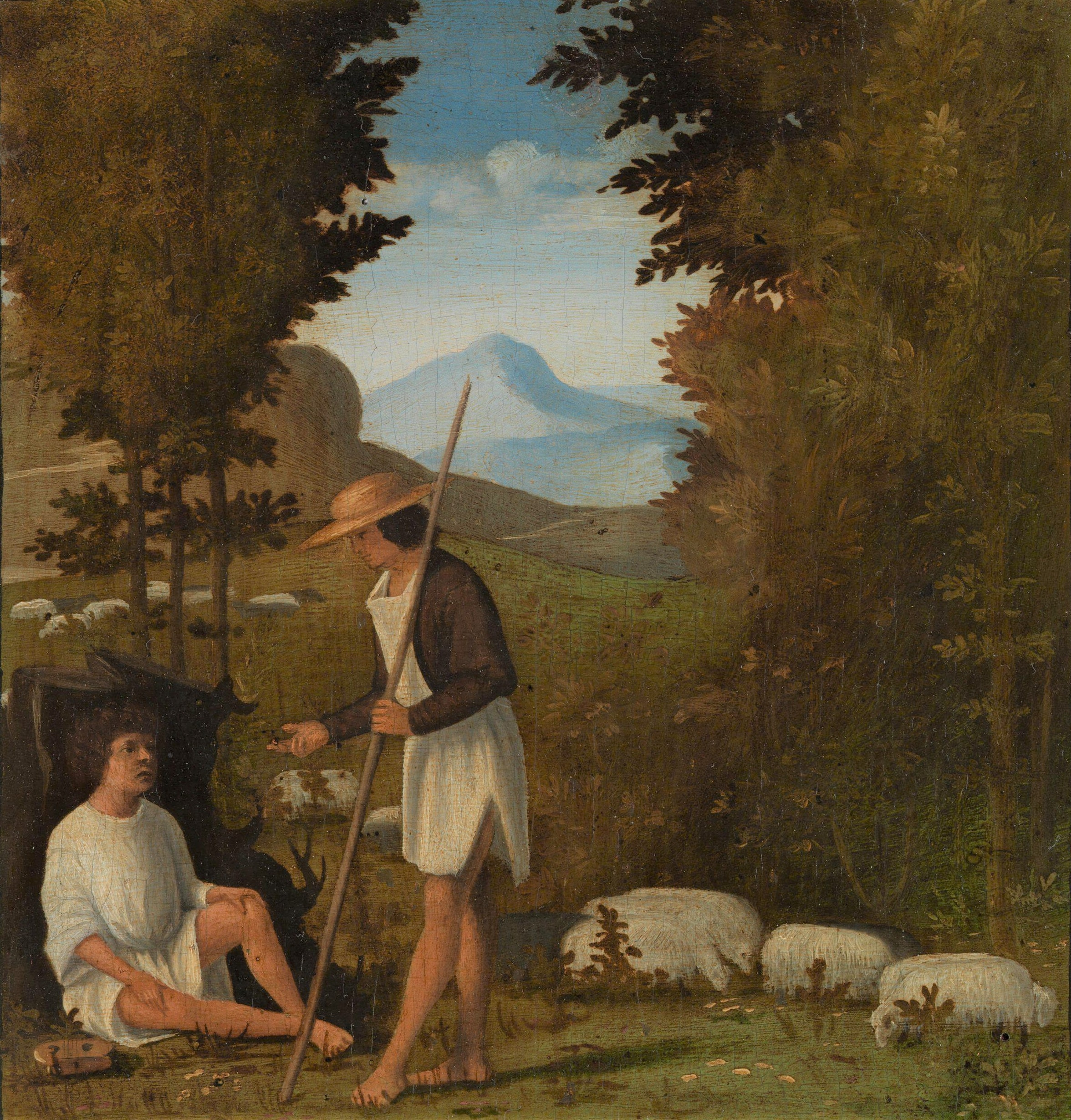
Un des quatre tableaux d'Andrea Previtali attribué par Clark à Giorgione en 1937.

The Burlington Magazine, revenant sur son séjour à la National Gallery, distingue parmi les œuvres acquises sous sa direction les sept panneaux formant le Retable de Borgo San Sepolcro de Sassetta du XVe siècle, quatre œuvres de Giovanni di Paolo de la même période, La Mort d'Eurydice de Nicolò dell'Abbate du XVIe siècle et Madame Moitessier assise d'Ingres du XIXe siècle. L'Abreuvoir de Rubens, Le Château d'Hadleigh de Constable, Saskia  de Rembrandt et L'Adoration du Veau d'or de Nicolas Poussin sont d'autres acquisitions importantes, signalées par David Piper.
L'une de ses opérations les moins réussies est l'achat de quatre tableaux du début du XVIe siècle, aujourd'hui connus sous le nom de Scènes des éclogues de Tebaldeo. Kenneth Clark les voit en 1937 alors qu'elles sont en possession d'un marchand à Vienne (Autriche) et, contre l'avis unanime de son équipe professionnelle, il persuade les administrateurs de les acheter. Il pense qu'il s'agit d'œuvres de Giorgione, dont le travail est alors insuffisamment représenté à la National Gallery. Les administrateurs autorisent la dépense de 14 000 £ de fonds publics ; les peintures sont exposées dans la Gallery en grande pompe. Son équipe n'accepte pas l'attribution à Giorgione et, au bout d'un an, des recherches scientifiques établissent que les peintures sont l'œuvre d'Andrea Previtali, l'un des contemporains mineurs de Giorgione. La presse britannique proteste contre le gaspillage de l'argent des contribuables, la réputation de Kenneth Clark subit un coup dur et ses relations avec son équipe professionnelle, déjà tendues, le sont encore plus, notamment deux hauts fonctionnaires, Harold Kay et Martin Davies, considérant leur autonomie minée par le management « dictatorial » de Clark.

#### Seconde Guerre mondiale

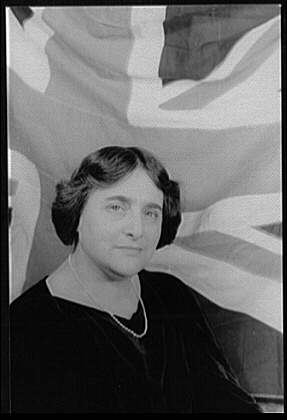
Myra Hess en 1937.

En 1939, l'approche de la guerre avec l'Allemagne oblige Kenneth Clark et ses collègues à réfléchir aux moyens de protéger la collection de la National Gallery des bombardements. Il est convenu que toutes les œuvres d’art doivent être déplacées hors du centre de Londres, où elles sont extrêmement vulnérables. Une suggestion est de les envoyer au Canada pour les mettre en sécurité, mais à ce moment-là, la guerre a commencé et Clark s'inquiète de la possibilité d'attaques sous-marines contre les navires transportant la collection à travers l'océan Atlantique ; il n'est pas mécontent lorsque le premier ministre Winston Churchill oppose son veto à cette idée : « Cachez-les dans des grottes et des caves, mais aucun tableau ne quittera cette île. » Une mine d'ardoise désaffectée près de Blaenau Ffestiniog, dans le nord du pays de Galles, est choisie comme entrepôt. Pour protéger les peintures, des compartiments de stockage spéciaux sont construits et, grâce à un suivi attentif de la collection, des découvertes sont faites sur le contrôle de la température et de l'humidité, ce qui profite à son entretien et à son exposition à son retour à Londres après la guerre.
Avec la présidence d'un musée vide, Clark envisage de se porter volontaire dans la Royal Naval Reserve, mais est recruté, à l'instigation de Lord Lee, dans le nouveau ministère de l'Information, où il est chargé de la division cinéma ; il est plus tard promu contrôleur de la publicité domestique. Il crée le Comité consultatif des artistes de guerre et persuade le gouvernement d'en employer officiellement un nombre considérable. Jusqu'à deux cents personnes sont engagées sous son initiative, dont parmi les « artistes de guerre officiels » Edward Ardizzone, Paul et John Nash, Mervyn Peake, John Piper et Graham Sutherland. Jacob Epstein, Laura Knight, Laurence Stephen Lowry, Henry Moore et Stanley Spencer sont employés sous contrat à courte durée.
Même si les tableaux sont entreposés, Clark conserve la National Gallery ouverte au public pendant la guerre, accueillant des concerts à l'heure du déjeuner et en début de soirée à l'initiative de la pianiste Myra Hess, dont Clark accueille avec plaisir l'idée, comme une manière appropriée pour que le bâtiment soit « à nouveau utilisé pour ses véritables objectifs, la jouissance de la beauté ». Il n'y a pas de réservation à l'avance et le public est libre de manger ses sandwichs et d'entrer ou de sortir pendant les pauses. Les concerts connaissent un succès énorme immédiat ; The Musical Times commente : « D'innombrables Londoniens et visiteurs de Londres, civils et militaires, sont venus à considérer les concerts comme un havre de bon sens dans un monde désemparé. ». 1 698 concerts sont donnés devant un public total de plus de 750 000 personnes.
Clark institue une attraction publique supplémentaire consistant en une photo mensuelle provenant du stockage et exposée avec de la documentation informative. L'institution du « tableau du mois » est institutionnalisée après la guerre.
Pendant les années de guerre, il publie peu. Il écrit un petit volume pour la National Gallery sur La Charrette de foin de Constable (1944) ; il publie un court traité sur De pictura de Leon Battista Alberti en 1944) à partir d'une conférence qu'il donne la même année. L'année suivante, il rédige une introduction et des notes pour un volume sur les peintures florentines dans une série de livres d'art publiés par Faber and Faber. Les trois publications totalisent moins de quatre-vingts pages à elles toutes. En 1945, après avoir supervisé le retour des collections à la National Gallery, il démissionne de son poste de directeur, avec l'intention de se consacrer à l'écriture.

### Après guerre

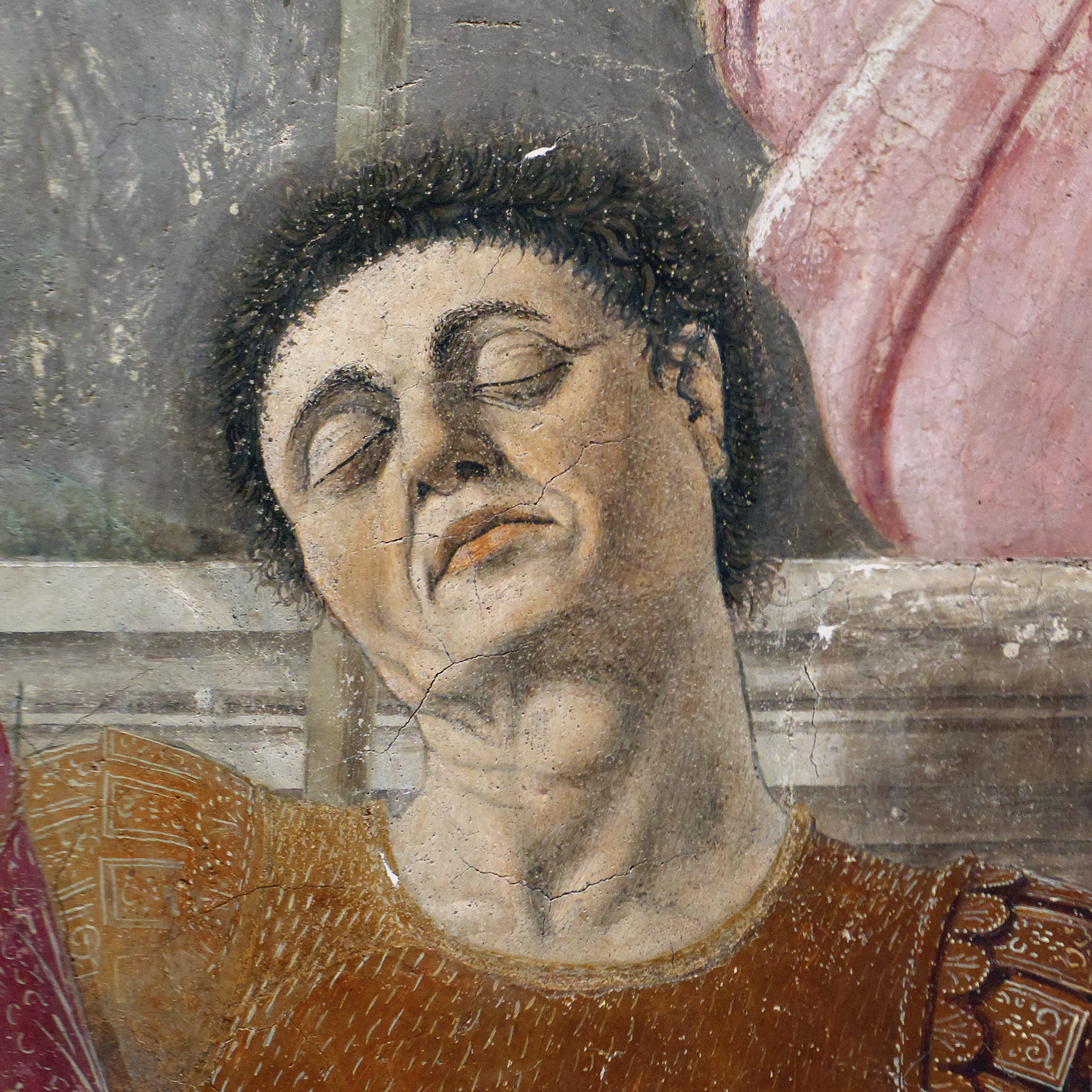
Autoportrait de Piero della Francesca, détail de La Résurrection, 1463-1465, musée municipal de Sansepolcro.

En juillet 1946, Kenneth Clark est nommé à la chaire Slade pour l'enseignement des beaux-arts à l'université d'Oxford pour un mandat de trois ans. Ce poste l'oblige à donner chaque année huit conférences publiques sur « l'histoire, la théorie et la pratique des beaux-arts ». John Ruskin avait été le premier titulaire de la chaire ; Clark prend comme premier sujet le mandat de Ruskin à ce poste. James Stourton, son biographe autorisé, juge cette nomination comme la plus gratifiante que son sujet ait jamais occupée et note comment, au cours de cette période, il s'impose comme le conférencier le plus recherché de Grande-Bretagne et écrit deux de ses plus beaux livres, Landscape into Art (1947) et Piero della Francesca (1951). À cette époque, Clark n'aspire plus à une carrière d'érudit pur, mais considère que son rôle consiste à partager ses connaissances et son expérience avec le grand public. En 1961, lorsque la nomination vaut pour un mandat annuel, Clark est à nouveau professeur Slade à Oxford.
Il siège à de nombreux comités officiels au cours de cette période (British Committee on the Preservation and Restitution of Works of Art, conseil d'administration du Bath Institute of Art, de Courtauld ; conseil du Festival of Britain, Royal Fine Art Commission). Il contribue à l'organisation d'une exposition à Paris des œuvres de son ami et protégé Henry Moore. Il est plus en sympathie avec la peinture et la sculpture modernes qu'avec une grande partie de l'architecture moderne. Il admire Giles Gilbert Scott, Maxwell Fry, Frank Lloyd Wright, Alvar Aalto et d'autres, mais trouve de nombreux bâtiments contemporains médiocres.
Kenneth Clark est parmi les premiers à conclure que le mécénat privé ne peut plus soutenir les arts ; pendant la guerre, il a été un membre éminent du Conseil pour l'encouragement de la musique et des arts, financé par l'État. Lorsqu'il est reconstitué sous le nom d'Arts Council of Great Britain en 1945, il est invité à siéger en tant que membre du comité exécutif et président du comité des arts du conseil.
En 1953, il devient président du Arts Council et occupe ce poste jusqu’en 1960, mais c'est pour lui une expérience frustrante ; il se retrouve avant tout comme une figure de proue. De plus, il craint que la manière dont le conseil finance les arts nuise à l'individualisme des artistes qu'il soutient.

## Administrateur de ITA (1954-1957)
L'année après être devenu président du Arts Council, Kenneth Clark en surprend beaucoup et en choque certains en acceptant la présidence de la nouvelle Independent Television Authority (Autorité Indépendante de Télévision, ITA), qui est créée par le gouvernement conservateur lors du lancement d'ITV, une télévision commerciale financée par la publicité, comme rivale de la BBC. Beaucoup de ceux qui s'opposent au nouveau diffuseur craignent une vulgarisation à l'instar de la télévision américaine ; bien que la nomination de Kenneth Clark rassure certains, d'autres pensent que son acceptation du poste est une trahison des normes artistiques et intellectuelles.
Kenneth Clark connait déjà la radiodiffusion : il est apparu fréquemment à l'antenne à partir de 1936, lorsqu'il donnait une conférence radiophonique sur une exposition d'art chinois à Burlington House ; l'année suivante, il a fait ses débuts à la télévision en présentant des peintures florentines de la National Gallery. Pendant la guerre, il est intervenu régulièrement dans l'émission The Brains Trust de la radio BBC. Tout en présidant la nouvelle ITA, il évite généralement d'intervenir et se concentre sur le maintien du nouveau réseau pendant ses premières années difficiles. À la fin de son mandat de trois ans en tant que président, celui-ci est salué comme un succès, mais Clark estime en privé qu'il y a trop peu de programmes de haute qualité sur le réseau. Lew Grade, qui en tant que président d'Associated Television (ATV) détient l'une des franchises ITV, est convaincu que Clark devrait créer ses propres programmes artistiques. Dès que Clark démissionne de son poste de président en 1957, il accepte l'invitation de Grade. Stourton commente : « ce fut le véritable début de sa carrière sans doute la plus réussie – en tant que présentateur d'arts à la télévision ».

## ITV (1957-1966)

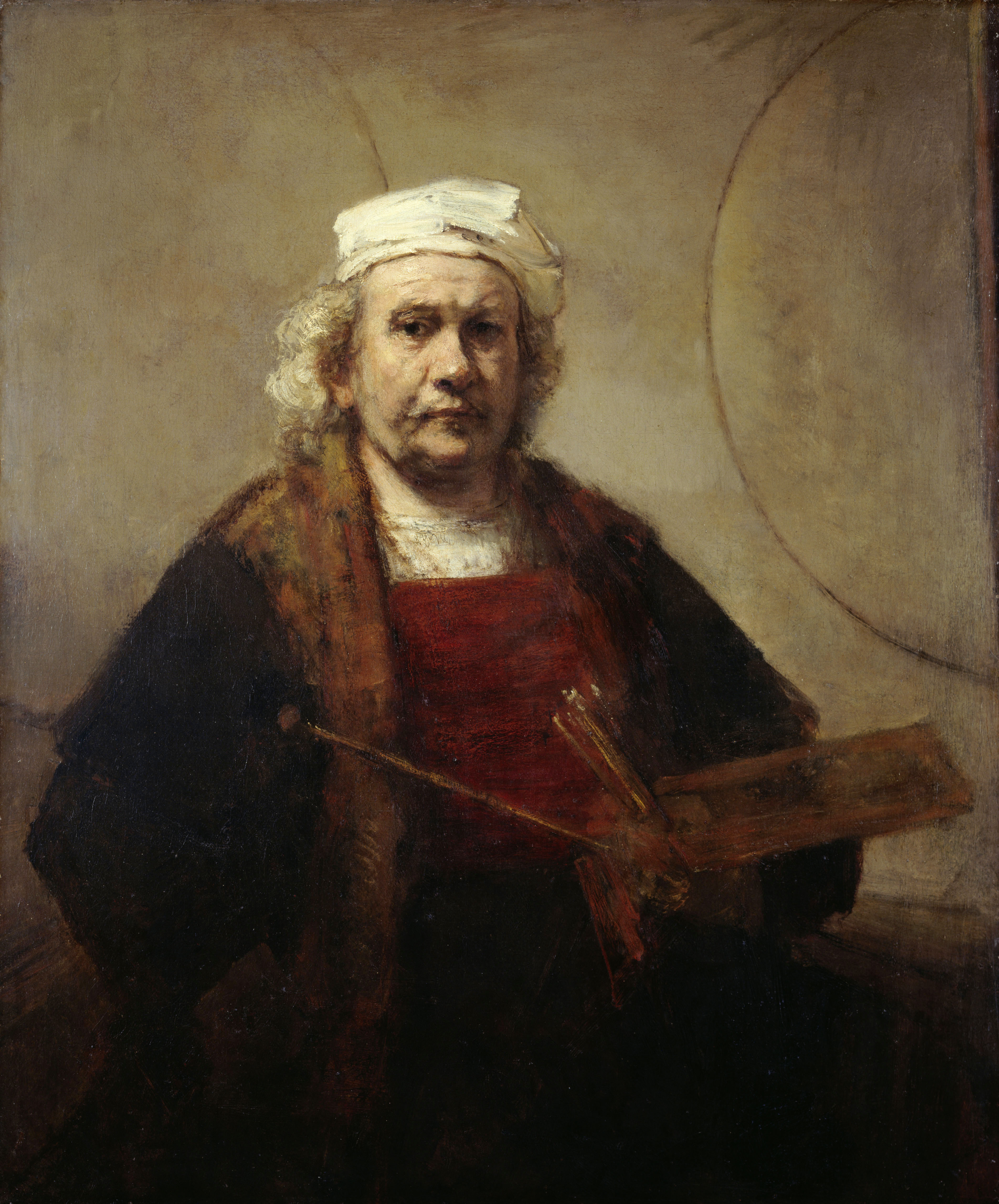
Rembrandt, Autoportrait aux deux cercles, entre 1665 et 1669, Kenwood House.

La première série de Kenneth Clark pour ATV, Is Art Necessary ?, commence en 1958. Les programmes de la série vont du film en studio à ceux dans lesquels Clark et Henry Moore visitent le British Museum la nuit, allumant leurs lampes devant les œuvres exposées,. Lorsque la série prend fin en 1959, Clark et l'équipe de production revoient et affinèrent leurs techniques pour la série suivante, Five Revolutionary Painters, qui attire un public considérable. Le British Film Institute observe :

« Avec la caméra de télévision se promenant parmi les peintures (de Goya, Pieter Breughel, Caravage, Van Gogh et Rembrandt) et le citadin confiant, Clark, transmettant son énorme savoir dans un anglais exceptionnellement clair, le spectateur a été traité à l’essence de ce que le peintre a vu dans sa création (pas une tâche facile à l’ère de la télévision en noir et blanc). »

En 1960, lorsqu'il présente un programme sur Pablo Picasso, Kenneth Clark a perfectionné ses compétences en matière de présentation et apparait aussi détendu qu'autoritaire. Deux séries sur l'architecture suivent, aboutissant à un programme intitulé The Royal Palaces of Britain (Les Palais Royaux britanniques) en 1966, une coentreprise d'ITV et de la BBC, décrite comme « de loin le programme patrimonial le plus important diffusé à la télévision britannique à ce jour ». Le Guardian décrit Clark comme « l'homme idéal pour le poste – érudit, courtois et doucement ironique » The Royal Palaces of Britain, contrairement à ses prédécesseurs, est tourné sur un film couleur 35 mm, mais la transmission est toujours en noir et blanc, ce dont Clark s'irrite. La BBC envisage alors de diffuser en couleur ; son contact renouvelé avec la société pour ce film ouvre la voie à son éventuel retour à ses projets. Entre-temps, il reste chez ITV pour une série de 1966, Three Faces of France (Trois visages de France), mettant en vedette les œuvres de Gustave Courbet, Édouard Manet et Edgar Degas.

### Civilisation(1966-1969)

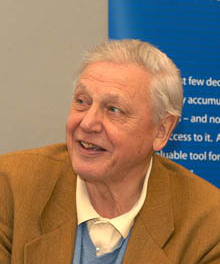
David Attenborough.

David Attenborough, le contrôleur de la nouvelle deuxième chaîne de télévision de la BBC, BBC2, est chargé d'introduire la diffusion en couleur au Royaume-Uni. Il conçoit l'idée d'une série sur les grandes peintures comme porte-drapeau de la télévision couleur et pense que Kenneth Clark en serait de loin le meilleur présentateur. Clark est attiré par cette suggestion, mais refuse d'abord de s'engager. Il a rappelé plus tard que ce qui l'avait convaincu de participer était l'utilisation par Attenborough du mot « civilisation » pour résumer le sujet de la série.
La série se compose de treize émissions, chacune d'une durée de cinquante minutes, écrites et présentées par Clark, couvrant la civilisation de l'Europe occidentale de la fin de l'âge des ténèbres au début du XXe siècle. Comme la civilisation considérée exclue les civilisations gréco-romaines, asiatiques et d'autres historiquement importantes, un titre est choisi qui refuse d'être exhaustif : Civilisation: A Personal View by Kenneth Clark (Civilisation : un point de vue personnel de Kenneth Clark). Bien qu'elle se concentre principalement sur les arts visuels et l'architecture, elle comporte des sections importantes sur le théâtre, la littérature, la philosophie et les mouvements sociopolitiques. Clark voudrait inclure davantage de sujets sur le droit et la philosophie, mais « je ne trouvais aucun moyen de les rendre visuellement intéressants ».
Après une antipathie mutuelle initiale, Kenneth Clark et son directeur principal, Michael Gill, établissent une relation de travail agréable. Ils passent trois ans à partir de 1966 à tourner dans cent dix-sept lieux dans treize pays avec leur équipe de production. Le tournage répond aux normes techniques les plus élevées de l'époque et dépasse rapidement le budget ; il coûte 500 000 £ au moment où il est terminé. Attenborough réorganise ses horaires de diffusion pour répartir les coûts.

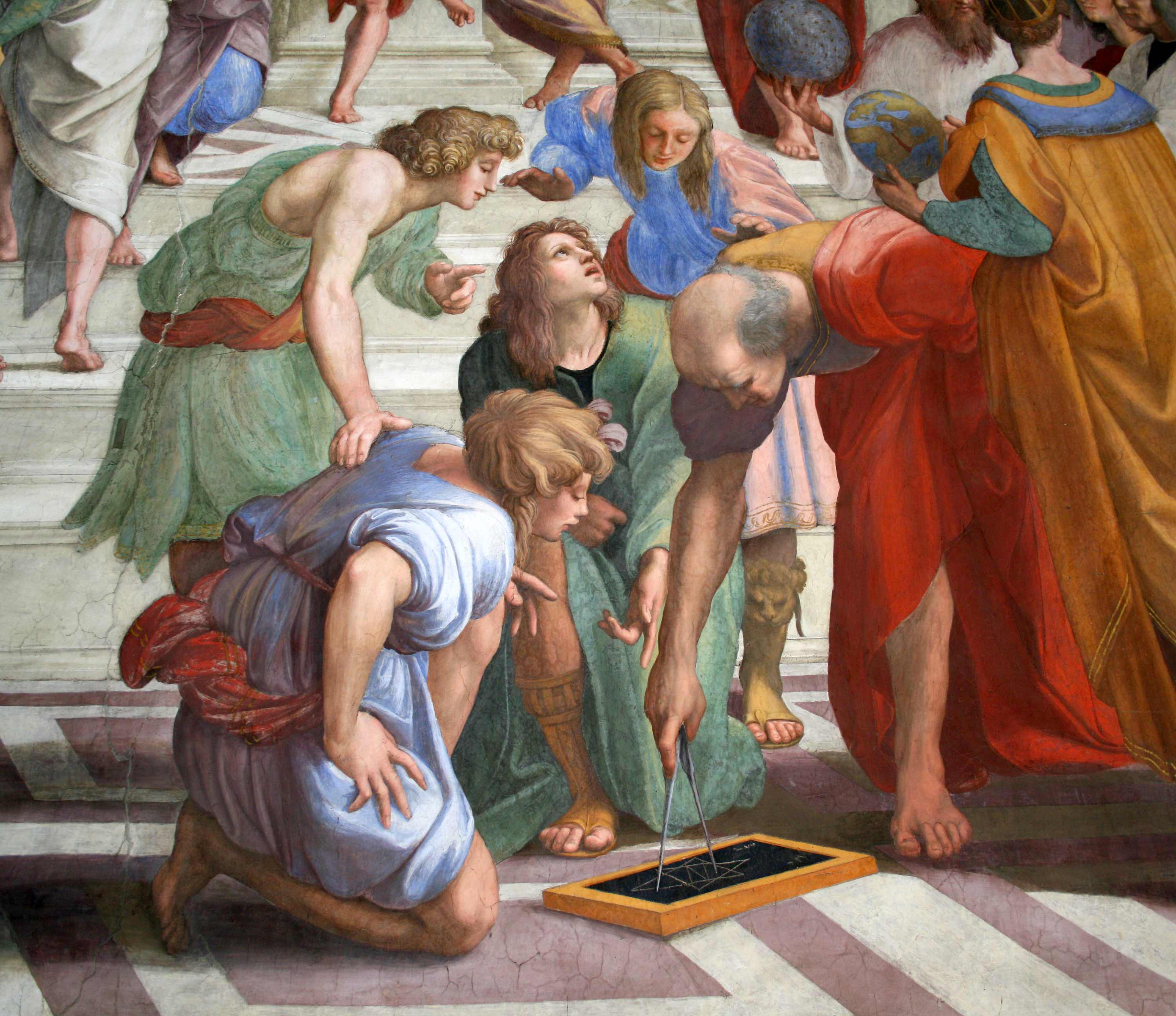
Raphaël, détail de L'École d'Athènes reproduit sur la couverture du livre et des versions DVD de Civilisation.

On se plaignit, à l'époque et plus tard, qu'en se concentrant sur un choix traditionnel des grands artistes au fil des siècles – tous des hommes – Clark ait négligé les femmes et présenté « une saga de noms nobles et d’objets sublimes, sans égard aux forces de l’économie ou de la pratique politique ». Son modus operandi est surnommé « the great man approach » (« l'approche du grand homme ») et il se décrit à l'écran comme un adorateur de héros et un rabat-joie. Il dit que sa vision n'a « rien de frappant, rien d'original, rien qui n'aurait pu être écrit par un bourgeois inoffensif ordinaire de la fin du XIXe siècle » :

« J’ai un certain nombre de croyances qui ont été répudiées par l’intellect le plus vivant de notre temps. Je crois que l’ordre vaut mieux que le chaos, que la création vaut mieux que la destruction. Je préfère la douceur à la violence, le pardon à la vendetta. Dans l’ensemble, je pense que la connaissance est préférable à l’ignorance, et je suis sûr que la sympathie humaine est plus précieuse que l’idéologie. »

Le diffuseur Huw Wheldon estimait que Civilisation est « une très grande série, une œuvre majeure ... le premier opus majeur tenté et réalisé en termes de télévision. » Une opinion largement répandue parmi les critiques, y compris certains opposants aux sélections de Clark, place le tournage comme établissant de nouvelles normes. Civilisation attire des chiffres d'audience sans précédent pour une série sur le grand art : 2,5 millions de téléspectateurs en Grande-Bretagne et 5 millions aux États-Unis. Le livre d'accompagnement de Clark n'a jamais été épuisé et la BBC a continué à vendre des milliers d'exemplaires du coffret DVD de Civilisation chaque année. En 2016, The New Yorker fait écho aux propos de John Betjeman, décrivant Clark comme « l'homme qui a fait la meilleure télé que vous ayez jamais vue ».
Le British Film Institute note que Civilisation a changé la forme de la télévision culturelle, établissant la norme pour les séries documentaires ultérieures, depuis America d'Alistair Cooke (1972) et The Ascent of Man (1973) de Jacob Bronowski jusqu'à nos jours.

### Dernières années (1970-1983)
Kenneth Clark réalise avec son fils Colin, une série de six programmes pour ITV sur Manet, Paul Cézanne, Claude Monet, Georges Seurat, Henri Rousseau et Edvard Munch. Ils sont collectivement intitulés Pioneers of Modern Painting (Pionniers de la peinture moderne) et sont projetés en novembre et décembre 1971. Bien qu'ils soient diffusés à la télévision commerciale, il n'y a aucune pause publicitaire pendant chaque programme. Grâce à une subvention de la Fondation nationale pour les sciences humaines, la National Gallery of Art de Washington DC acquiert des exemplaires de la série et les distribue aux collèges et universités à travers les États-Unis.
Cinq ans plus tard, Clark revient à la BBC et présente cinq programmes sur Rembrandt. La série, réalisée par Colin Clark, examine divers aspects de l'œuvre du peintre, de ses autoportraits à ses scènes bibliques. La National Gallery observe à propos de cette série : « Ces conférences d'histoire de l'art constituent une étude faisant autorité sur Rembrandt et présentent des exemples de son travail provenant de plus de cinquante musées ».
Kenneth Clark est chancelier de l'Université d'York de 1967 à 1978 et administrateur du British Museum. Au cours de ses dix dernières années, il écrit treize livres. En plus de certains extraits de ses recherches pour ses conférences et séries télévisées, il rédige deux volumes de mémoires, Another Part of the Wood (1974) et The Other Half (1977). Il a été connu toute sa vie pour sa façade impénétrable et son caractère énigmatique, qui se reflètent dans ses deux livres autobiographiques : Piper les décrit comme « élégamment et subtilement polis, parfois très émouvants, souvent très drôles [mais] quelque peu distanciés, comme s'ils étaient de quelqu'un d'autre. »
Clark souffre d'athérosclérose au cours de ses dernières années. Il décède à l'âge de soixante-dix-neuf ans dans une maison de retraite à Hythe (Kent), après une chute.

## Vie familiale et personnelle

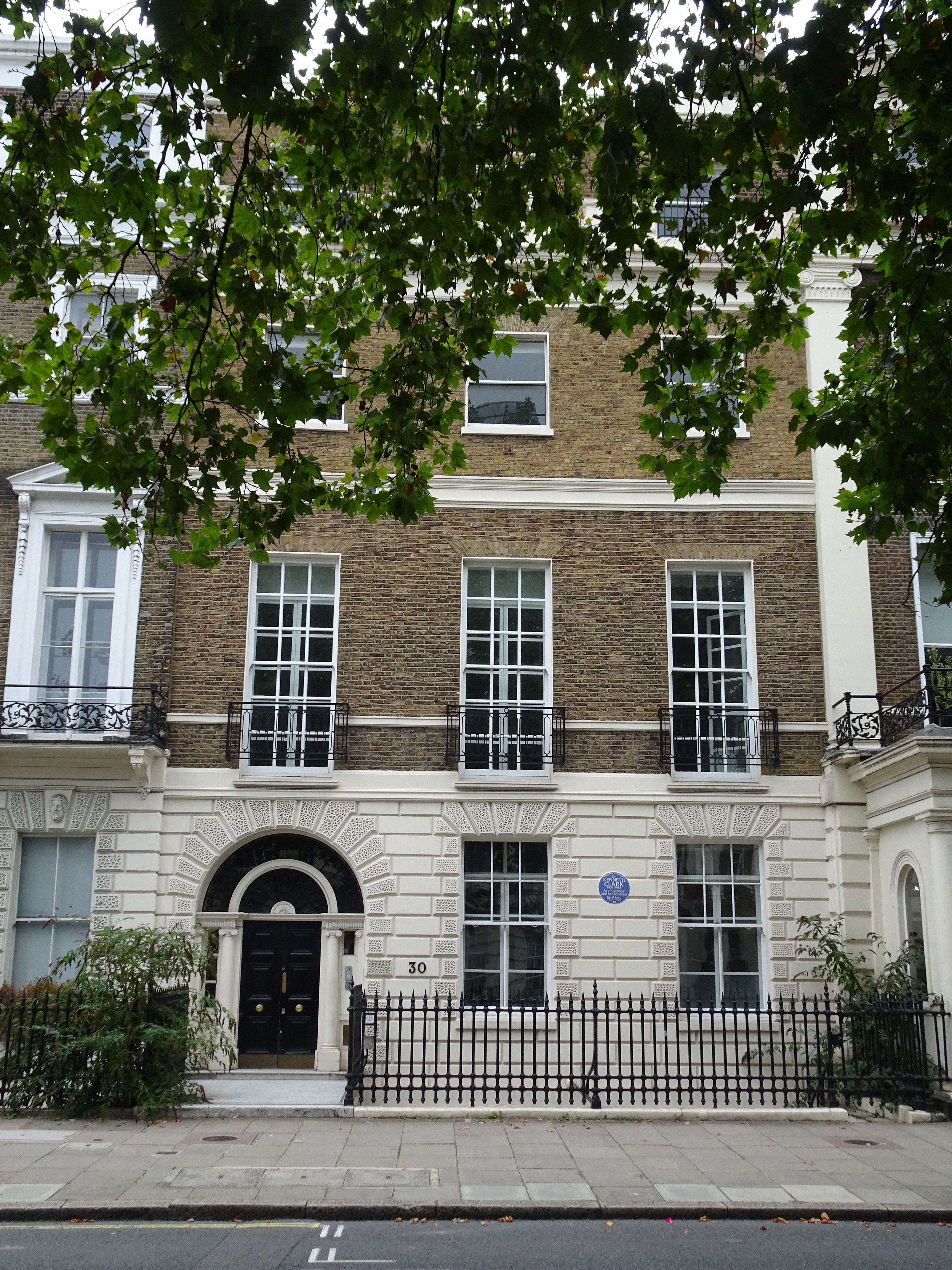
30 Portland Place, Marylebone, Londres W1B 1LZ, Cité de Westminster, lieu de résidence des Clark.

En 1927, Kenneth Clark épouse une camarade de classe, Elizabeth Winifred Martin, connue sous le nom de « Jane » (1902-1976), la fille de Robert Macgregor Martin, un homme d'affaires de Dublin, et de son épouse, Emily Winifred Dickson. Le couple a trois enfants : Alan en 1928, et les jumeaux, Colette (connue sous le nom de Celly, prononcé « Kelly ») et Colin, en 1932.
En dehors de ses fonctions officielles, Clark apprécie ce qu'il a décrit comme « the Great Clark Boom » (« le grand boom Clark ») dans les années 1930. Lui et sa femme vivent et se divertissent avec beaucoup de style dans une grande maison de Portland Place. Selon les mots de Piper, « les Clark, dans leur alliance commune, sont devenus des stars de la haute société, de l'intelligentsia et de la mode londoniennes, de Mayfair à Windsor ».
Le mariage des Clark est ardent mais mouvementé. Clark est un coureur de jupons, et bien que Jane ait des relations amoureuses, notamment avec le compositeur William Walton, elle prend mal certaines relations extraconjugales de son mari. Elle souffre de graves sautes d’humeur, puis d’alcoolisme et d’un accident vasculaire cérébral. Clark reste résolument bienveillant avec sa femme pendant son déclin.
Les relations des Clark avec leurs trois enfants sont parfois difficiles, notamment avec leur fils aîné, Alan. Il est considéré par son père comme un fasciste par conviction, mais aussi comme le membre le plus compétent de la famille Clark, « parents compris » ; il devient député conservateur et ministre adjoint, ainsi qu'un chroniqueur célèbre. Le fils cadet, Colin, devient cinéaste et dirige notamment son père dans des séries télévisées dans les années 1970. Sa sœur jumelle, Colette, devient un officiel et membre du conseil d'administration du Royal Opera House ; elle survit à ses parents et à ses frères et est la source clé de la biographie autorisée de James Stourton sur son père, publiée en 2016.

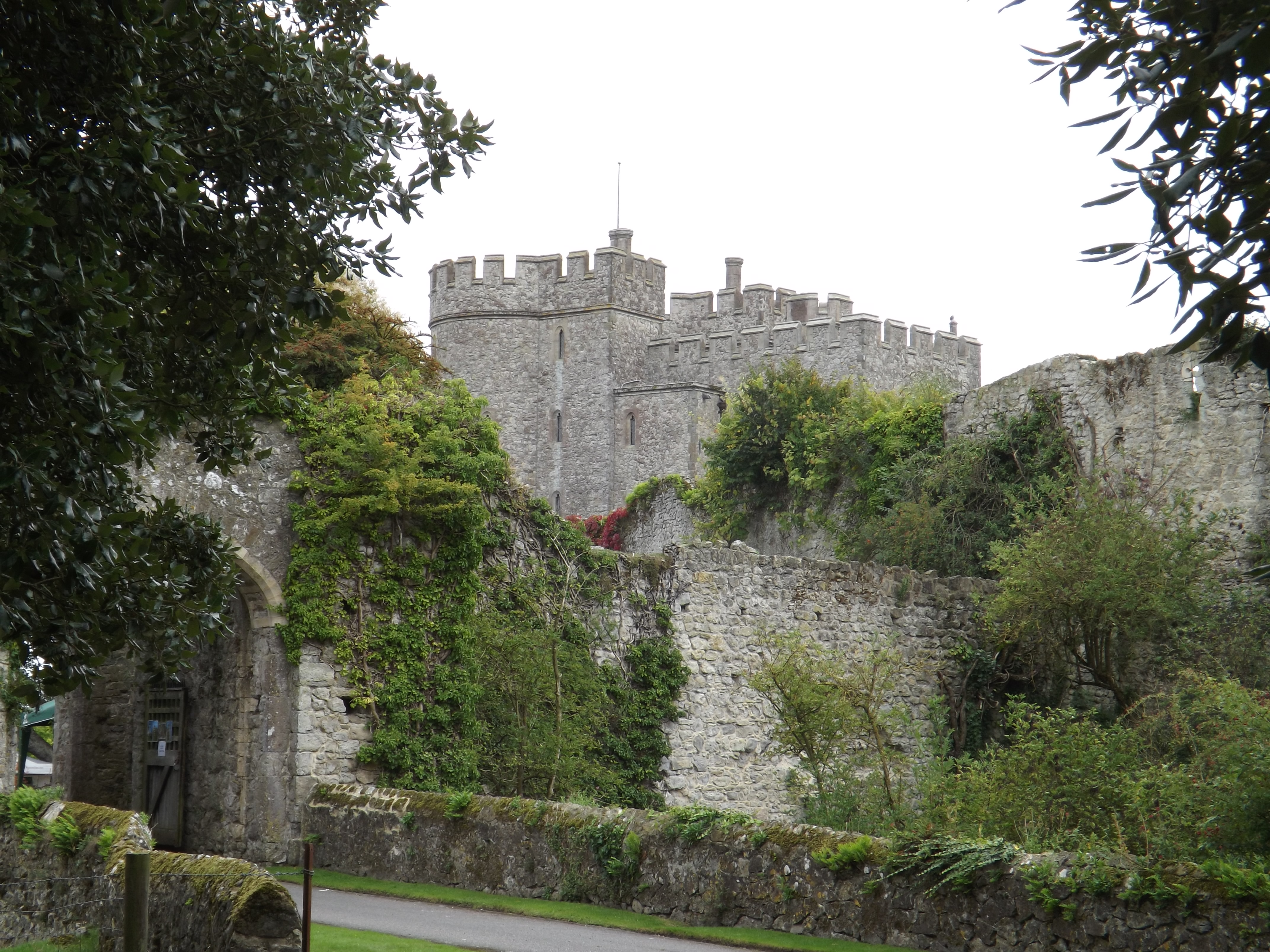
Saltwood Castle.

Pendant la guerre, les Clark vivent à Capo Di Monte, un cottage à Hampstead (Londres), avant de déménager dans la Upper Terrace House, beaucoup plus grande, à proximité. Ils déménagent en 1953, lorsque Clark achète le château de Saltwood dans le Kent, qui devient la maison familiale. Au cours de ses dernières années, il transmet le château à son fils aîné et s'installe dans une maison construite à cet effet dans le parc.
Jane Clark décède en 1976. Sa mort est prévisible, mais elle laisse Clark dévasté. Plusieurs de ses amies espèrent se marier avec lui. La photographe Janet Woods, épouse du graveur Reynolds Stone est son amie la plus proche pendant trente ans ; comme la fille et les fils de Clark, elle est consternée lorsqu'il annonce son intention d'épouser Nolwen de Janzé-Rice (1924-1989), fille de Frédéric et Alice de Janzé. La famille estime que Clark agit précipitamment en épousant quelqu'un qu'il ne connait pas depuis très longtemps, mais le mariage a lieu en novembre 1977. Clark et sa seconde épouse restent ensemble jusqu'à sa mort.
Les parents de Clark étaient libéraux ; les opinions sociales et politiques de Ruskin ont influencé le jeune Clark,. Mary Beard écrit dans un article de The Guardian que Clark a toujours été un électeur travailliste.
Sa vision religieuse n'est pas conventionnelle, mais il croit au divin, rejette l'athéisme et trouve l'Église d'Angleterre trop laïque dans sa vision. Sa veuve dit que son mari a toujours une profonde sensibilité chrétienne et que chaque fois qu’il entrait dans une église à la recherche d’œuvres d’art, il s’agenouillait d’abord et priait. Peu de temps avant sa mort, il est reçu dans l'Église catholique romaine.

## Honneurs et postérité

### Décorations et distinctions
Au Royaume-Uni :

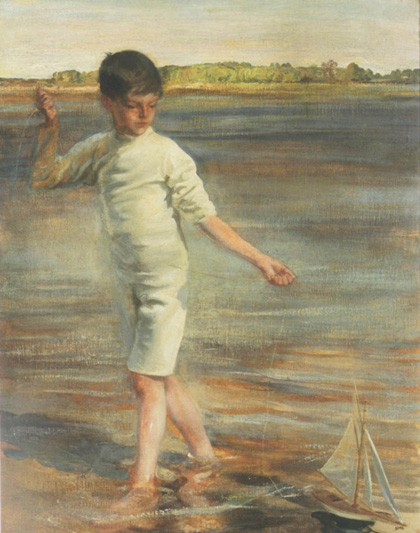
Charles Sims, Kenneth Clark enfant, vers 1911.

- Ordre du Bain, Chevalier Commandeur (1938)
- Fellow of the British Academy (1949)
- Ordre des compagnons d'honneur (1959)
- Life peer (pair à vie) comme Baron Clark of Saltwood in the County of Kent (1969)[106]
- Fellow de la Royal Society of Literature (1974)
- Ordre du Mérite (Commonwealth) (1976)

A l'étranger :
- Commandeur de la Légion d'honneur (France)
- Commandeur de l’ordre du Lion (Finlande)
- Commandeur d'or de l'ordre du Mérite (Autriche)[107]

Il a été élu membre ou membre honoraire du Conseil Artistique des Musées Nationaux de France, de l'Académie américaine des arts et des sciences, de l American Institute of Architects, de l'Académie suédoise, de l'Académie royale des Beaux-Arts Saint-Ferdinand, de l'Académie des beaux-arts de Florence, de l'Académie française, et de l'Institut de France. Il a reçu des diplômes honorifiques des universités de Bath, Cambridge, Glasgow, Liverpool, Londres, Oxford, Sheffield, Warwick, York et des universités américaines Columbia et Brown. Il était membre honoraire du Royal Institute of British Architects et du Royal College of Art.
Parmi les autres honneurs et récompenses qu'il reçut, figurent la Médaille Serena de la British Academy (pour les études italiennes), la Médaille d'Or et la Citation d'Honneur de l'Université de New York et la médaille de la National Gallery of Art des États-Unis.
L'ancienne école de Clark, Winchester College, organise chaque année le prix Kenneth Clark, un concours d'histoire de l'art. Le gagnant du concours reçoit la médaille d'or Lord Clark sculptée par un camarade d'Old Wykehamist, Anthony Smith. L'amphithéâtre de l'Institut Courtauld de Londres porte le nom de Clark.

### Postérité

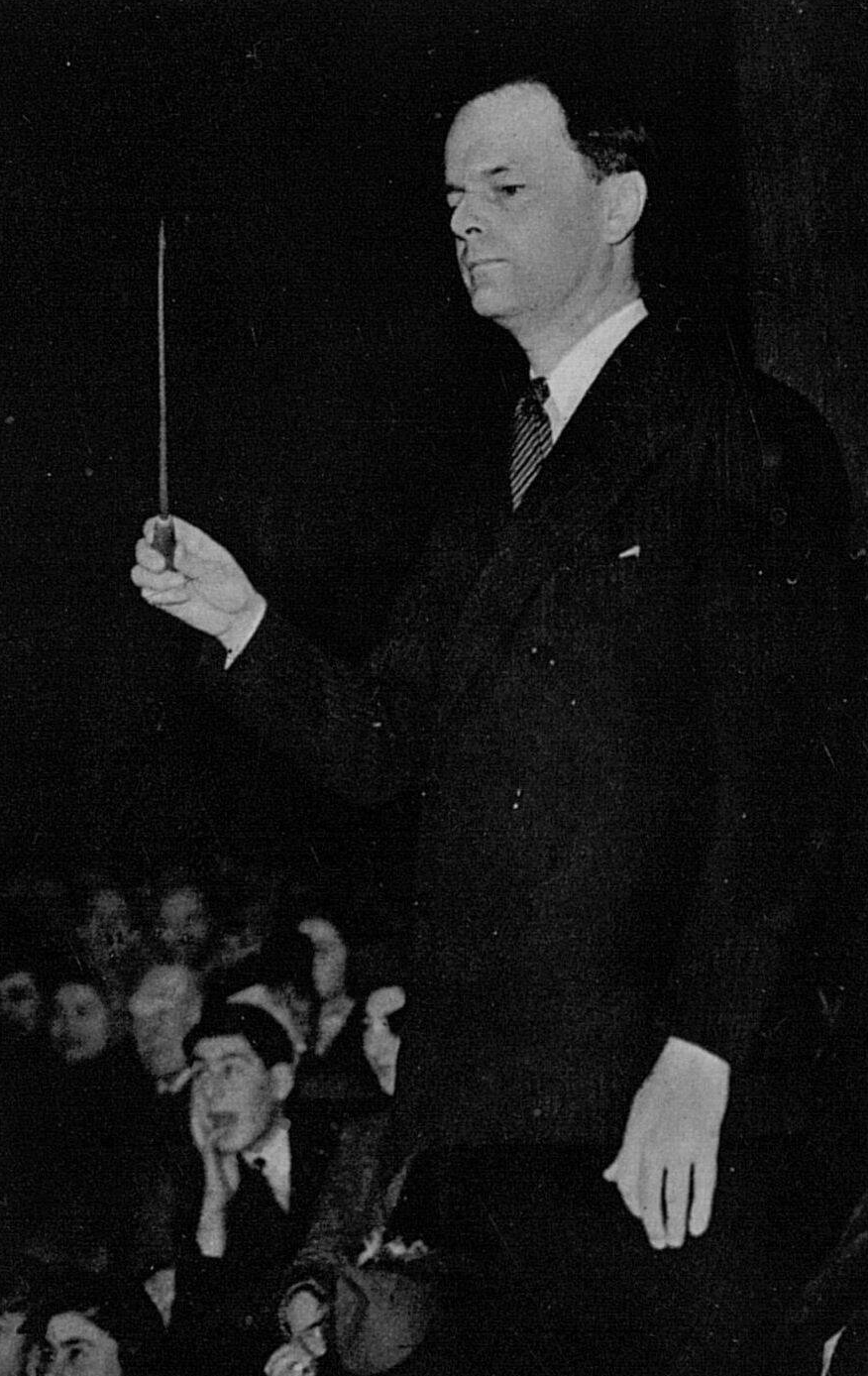
Sir Kenneth Clark dirigeant la Toy Symphony de Haydn lors d’un concert à la National Gallery de Londres le jour de l’An 1940.

En 2014, la Tate a organisé l'exposition « Kenneth Clark : Looking for Civilisation », soulignant l'impact de Clark « en tant que figure les plus influentes de l'art britannique du XXe siècle », comme l'a qualifié la BBC. L'exposition, s'appuyant sur des œuvres de la collection personnelle de Clark et de nombreuses autres sources, examine son rôle en tant que « mécène et collectionneur, historien de l'art, fonctionnaire et diffuseur. ... apportant l'art du XXe siècle à un public plus populaire ».
Kenneth Clark savait que sa vision largement traditionnelle de l’art serait un anathème pour la fraction marxiste du monde artistique ; il n’est pas surpris lorsqu’il est attaqué par de jeunes critiques, notamment John Berger, dans les années 1970. Sa réputation parmi les critiques du XXIe siècle est plus élevée pour ses livres et ses séries télévisées que pour sa constance en tant que collectionneur. Lors de sa célébration à la Tate en 2014, le critique Richard Dorment déclare que, tant dans ses fonctions publiques que privées, Clark a fait de nombreux bons achats mais aussi de nombreuses erreurs. En plus des scènes d'Andrea Previtali des Élogues de Tebaldeo, Dorment énumère des œuvres attribuées à tort par Clark à Michel-Ange, Pontormo, Adam Elsheimer et Claude Gellée, ainsi qu'un Seurat et un Corot qui sont des exemples authentiques mais médiocres de leur travail. D'autres critiques sont d'accord avec la conclusion selon laquelle les réalisations les plus durables de Clark sont celles en tant qu'écrivain et vulgarisateur.
Parmi ses livres figure « la meilleure introduction à l’art de Léonard de Vinci jamais écrite ». Piper cite, outre la monographie de Léonard, Piero della Francesca (1951), The Nude (1956, basé sur ses conférences Mellon à Washington en 1953), et Rembrandt and the Italian Renaissance (1966, tiré de ses conférences Wrightsman à New York). Le critique Jackie Wullschlager écrit en 2014 que c'est en tant qu'écrivain plutôt qu'en tant que collectionneur que Clark excellait : « sans égal depuis Ruskin pour la lucidité, l'érudition et la conviction morale ». James Hall, dans The Guardian, a exprimé un point de vue similaire, qualifiant Clark d' « écrivain sur l'art le plus séduisant depuis Ruskin et Pater…Aujourd'hui, alors que la plupart des historiens de l'art écrivent avec autant de joie que les avocats et les comptables, une telle verve est cruellement nécessaire. »

## Publications

### En anglais
| - The Gothic Revival (1928) - Catalogue of Drawings of Leonardo da Vinci in the collection of His Majesty the King at Windsor Castle (1935), 2 volumes - One Hundred Details in the National Gallery (1938) - Last Lectures by Roger Fry, édité avec une introduction (1939) - Leonardo da Vinci: An Account of his development as an Artist (1939) revu en 1952 et 1967 - Constable's Hay Wain (1944) - L. B. Alberti on Painting (1944) - Florentine Painting: The Fifteenth Century (1945) - Introduction to Praeterita (1949) - Landscape into Art (1949) adapté de ses conférences - Piero della Francesca (1951) complété en 1969 - Moments of Vision (1954) - The Nude: A Study in Ideal Form (1956) - Looking at Pictures (1960 & 1972) - Ruskin Today (1964) - Rembrandt and the Italian Renaissance (1966) | - A Failure of Nerve (1967) - The Drawings by Leonardo da Vinci in the Collection of Her Majesty the Queen at Windsor Castle (1968–1969) avec Carlo Pedretti, 3 volumes - Civilisation: A Personal View (1969) version en livre de la série télévisée - The Artist Grows Old (1972) - Westminster Abbey (1972) - Blake and Visionary Art (1973) - Romantic versus Classic Art (1973) - The Romantic Rebellion (1973) - Another Part of the Wood: A Self-Portrait (1974) vol. 1 de son autobiographie - Henry Moore Drawings (1974) - The Drawings by Sandro Botticelli for Dante's Divine Comedy (1976) - The Other Half: A Self-Portrait (1977) vol. 2 de son autobiographie - Animals and Men (1977) - The Best of Aubrey Beardsley (1978) - An Introduction to Rembrandt (1979) - What is a Masterpiece? (1979) - Feminine Beauty (1980) - The Art of Humanism (1983) |

### En français
- Kenneth Clark (trad. André Ferrier, Françoise Falcou), L’Art du paysage [« Landscape into art »], Monfort, 1988 (1re éd. 1949), ed. Alea 2010.
- Léonard de Vinci, Paris, Livre de Poche, 2005   (ISBN 978-2-253-11441-3)
- Kenneth Clark (trad. de l'anglais), Le Nu, Paris, Hachette, 1998 (1re éd. 1969), 285 p. (ISBN 2-01-278909-9), conférences de 1953